# Departementsserien
Departementsserien (Ds), alternativt departementsstencil eller departementsskrivelse är en serie där rapporter och betänkanden från utredningar inom svenska departement publiceras. Ds skiljer sig från SOU, Statens offentliga utredningar, i det att serien är intern för departementet. Ds är en del av lagstiftningsprocessen.